# RA Rohstoffallianz
Die RA Rohstoffallianz GmbH war ein privatrechtlich als GmbH organisierter Zusammenschluss mehrerer deutscher Unternehmen mit dem Ziel, die Versorgung der deutschen Wirtschaft mit Rohstoffen sicherzustellen. Ihre Liquidation wurde am 11. Januar 2016 im Bundesanzeiger bekanntgegeben.  

## Entstehung und Zweck
2011 erstellte der Bundesverband der Deutschen Industrie ein Konzeptpapier einer „global agierenden, gewinnorientierten Rohstoffgesellschaft“, die von der Industrie als Gesellschafter getragen werden und eine eigene Geschäftsführung erhalten sollte. Als vorrangige Rohstoffe wurde seltene Erden, Wolfram und die in der Stahlindustrie eingesetzte Kokskohle definiert.
Am 18. April 2012 wurde die Gesellschaft unter der Nummer HRB 141341 B in das Handelsregister beim Amtsgericht Charlottenburg eingetragen. Geschäftsführer ist seit der Gründung der frühere E.ON Energie-Vorstand Dierk Paskert. Zu den Gründungsmitgliedern zählen unter anderem Bayer, BASF, Bosch und ThyssenKrupp. Noch im Gründungsjahr traten Evonik, Georgsmarienhütte, Rockwood Lithium, Stahl Holding Saar, ThyssenKrupp, Wacker Chemie, BMW und Volkswagen der Allianz bei.
Die Rohstoffallianz verfolgt das Ziel, die Versorgungssicherheit der gesamten deutschen Industrie zu verbessern. Dazu soll sie sich weltweit an der Erschließung und Vermarktung von Rohstoffvorkommen beteiligen und die Nachfragemacht nach bestimmten Rohstoffen bündeln. Hintergrund ist nach einem Bericht des Handelsblatts vor allem die Sorge, dass gerade China weltweit Rohstoffvorkommen aufkaufe oder sich exklusive Lieferungen sichere, was für Konkurrenten zu Versorgungsengpässen führen und chinesischen Firmen entscheidende Wettbewerbsvorteile sichern könne.